# Krzyżanów (gmina w powiecie piotrkowskim)
Krzyżanów (od 1953 Siomki) – dawna gmina wiejska istniejąca do 1953 roku w woj. łódzkim. Nazwa gminy pochodzi od wsi Krzyżanów, lecz siedzibą władz gminy był Milejów.
W okresie międzywojennym gmina Krzyżanów należała do powiatu piotrkowskiego w woj. łódzkim. 24 maja 1923 od gminy Krzyżanów odłączono kolonię Moryc (38 mórg), którą włączono do Piotrkowa Trybunalskiego.
Po wojnie gmina zachowała przynależność administracyjną. Według stanu z dnia 1 lipca 1952 roku gmina składała się z 20 gromad: Bujny, Cekanów, Gąski, Glina, Janówka, Jeżów, Kacprów, Kisiele, Kreżna, Kreżna kol., Krzyżanów, Longinówka, Milejowiec, Milejów, Milejów kol., Piaski, Radziątków, Siomki, Wola Krzysztoporska i Wygoda.
21 września 1953 roku jednostka o nazwie gmina Krzyżanów została zniesiona przez przemianowanie na gminę Siomki.